# Ellie Cole
Ellie Victoria Cole, OAM (nascida em 12 de dezembro de 1991) é uma nadadora paralímpica e jogadora de basquetebol em cadeira de rodas australiana.